# Loď

Základní názvosloví: 1 – Komín; 2 – Záď; 3 – Lodní šroub a kormidlo; 4 – Levobok; 5 – Kotva; 6 – Hrušková příď; 7 – Příď; 8 – Paluba; 9 – Nástavby

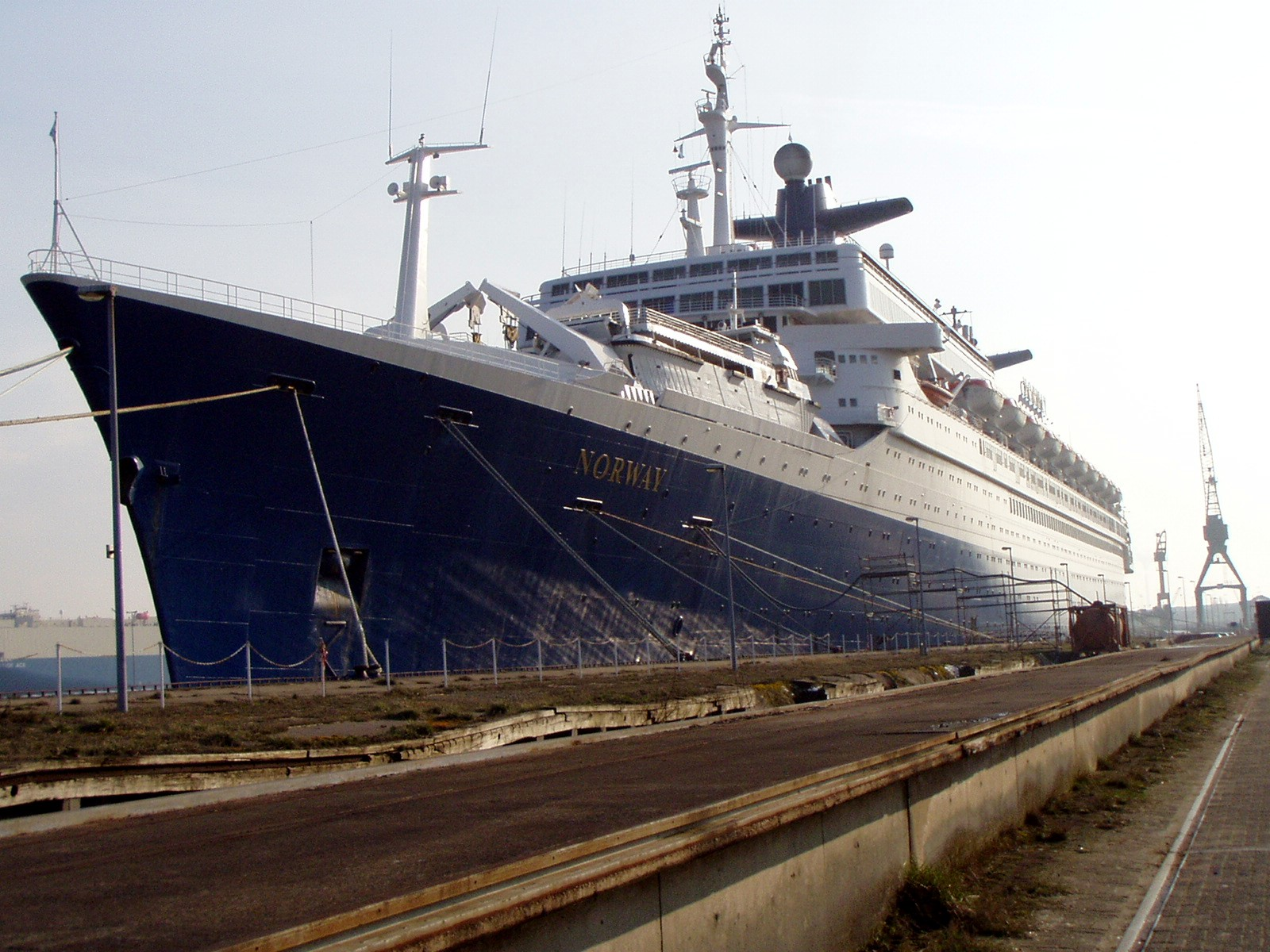
Loď Norway kotvící v Bremerhavenu

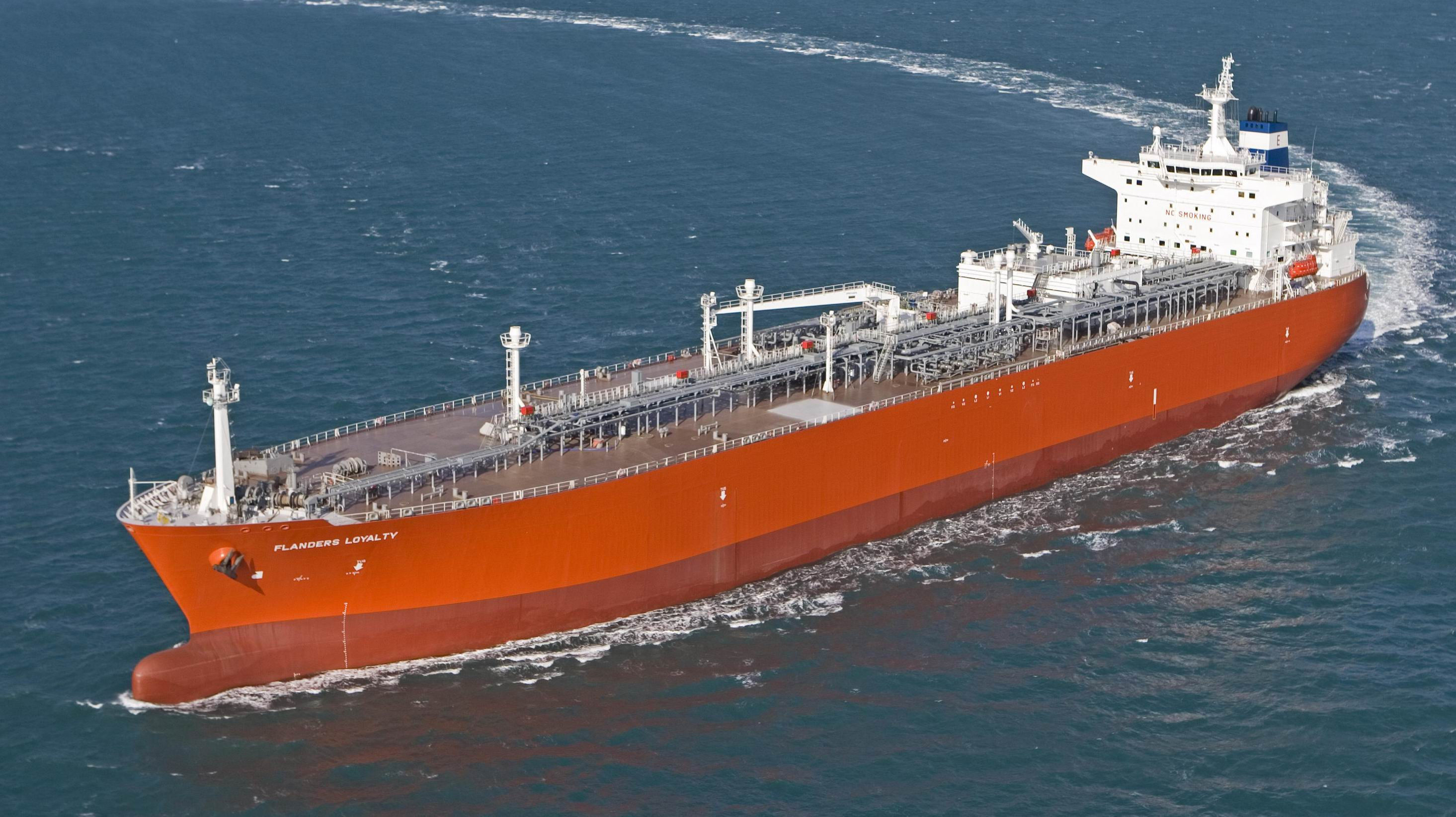
Moderní tanker

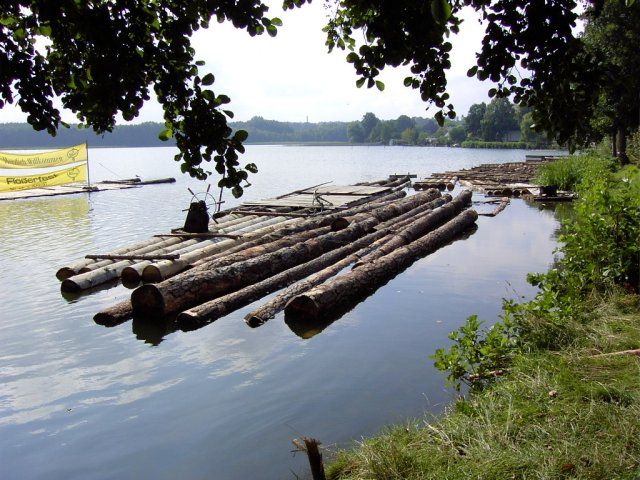
Vor

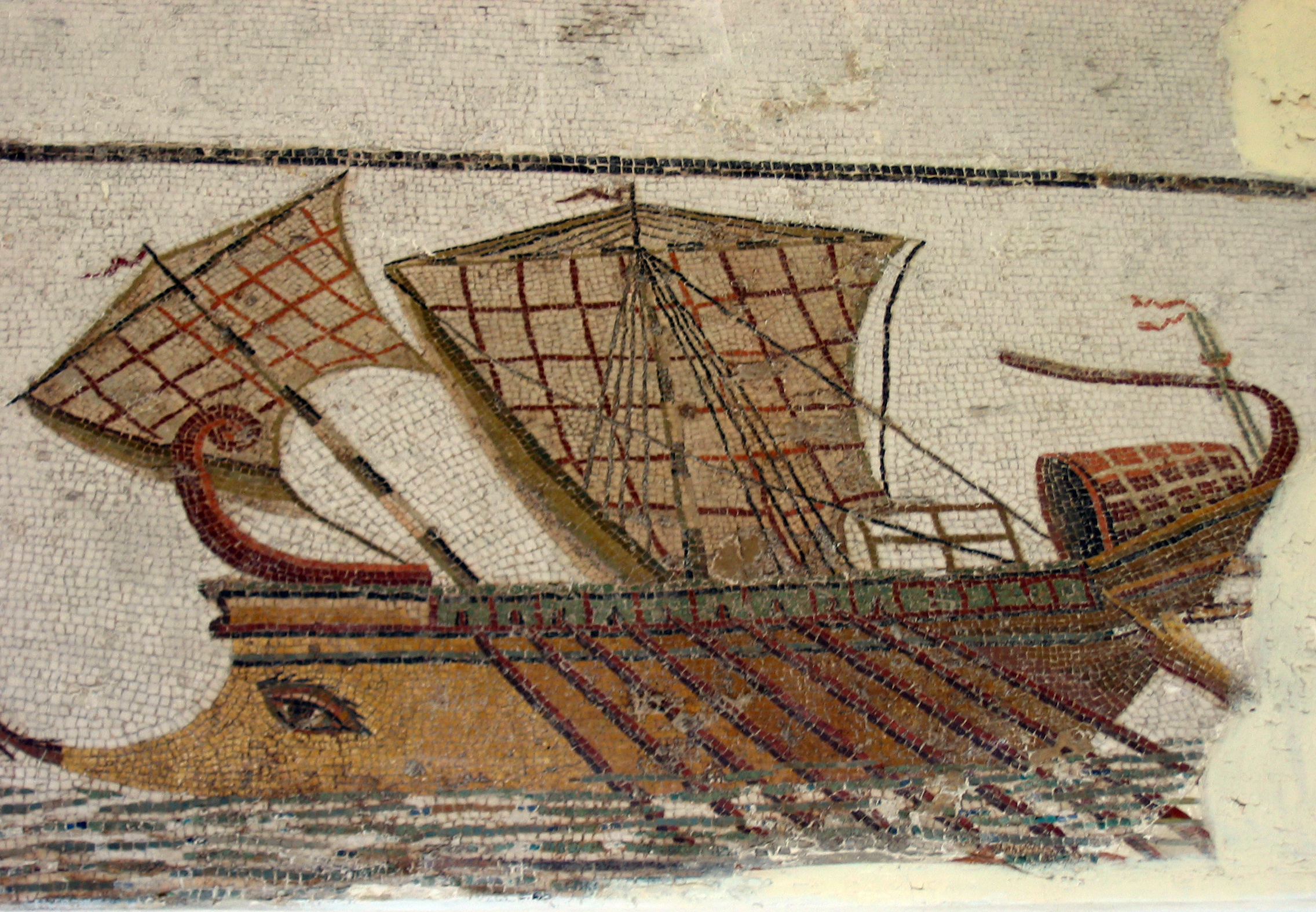
Římská triréma

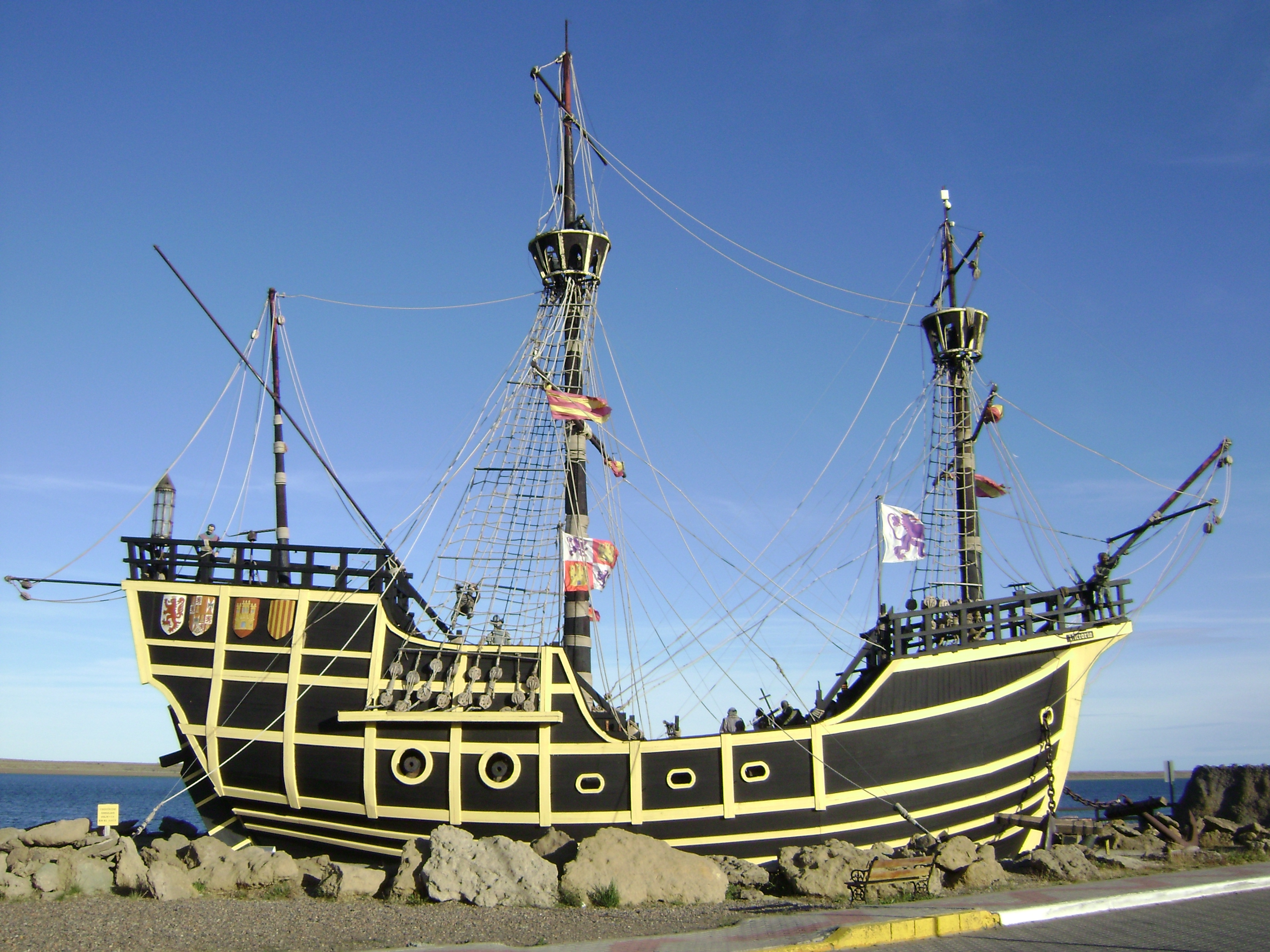
Replika lodi Victoria, s níž Magellan 1519–1522 obeplul svět

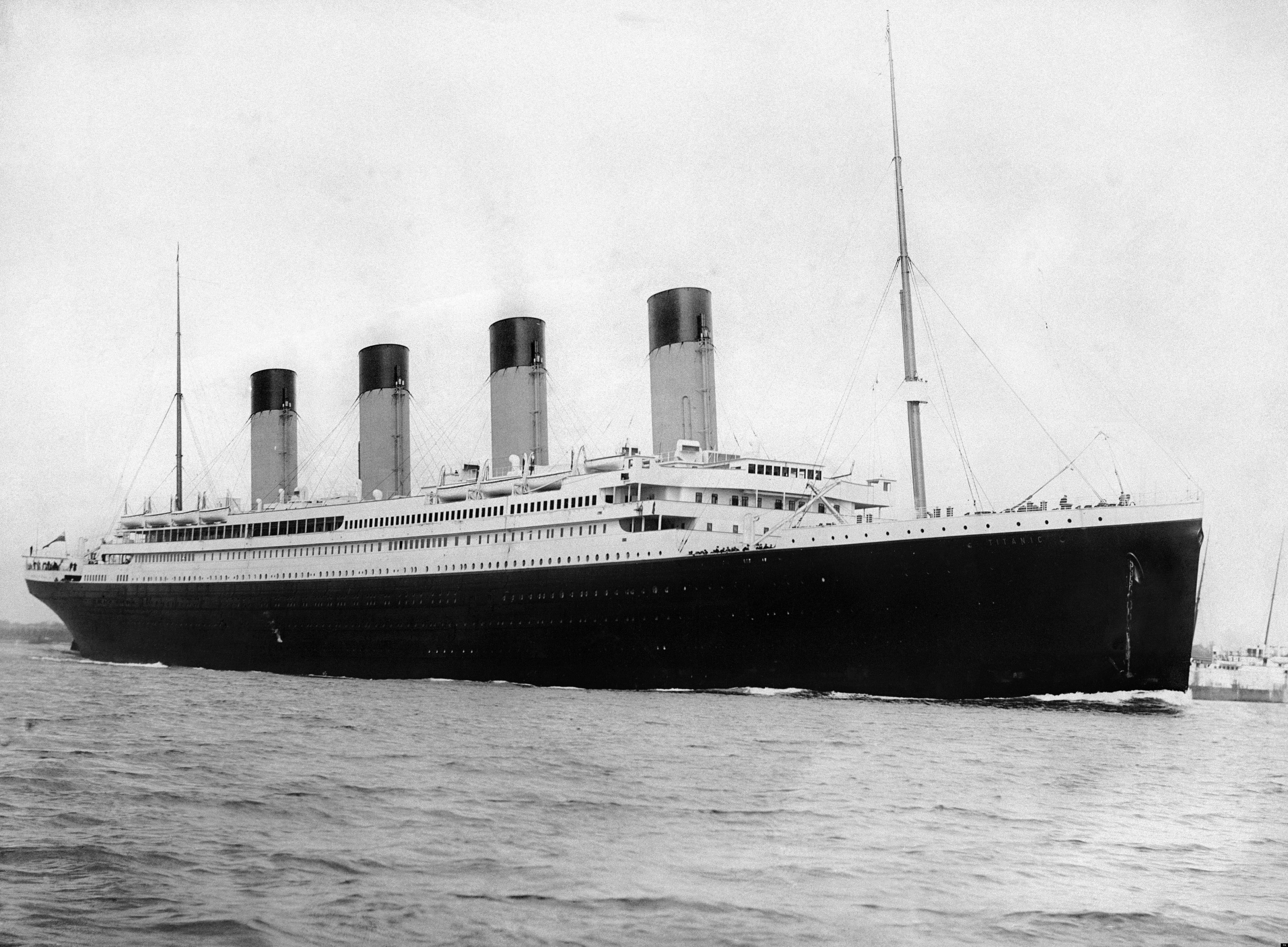
RMS Titanic (1912)

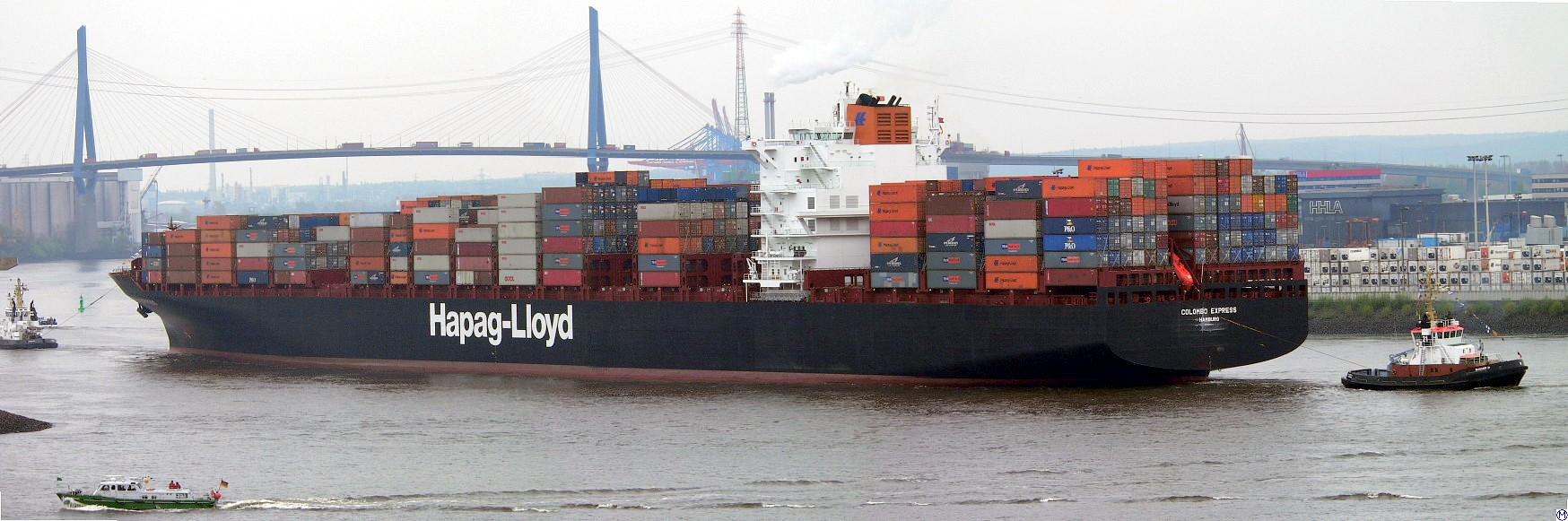
Kontejnerová loď Colombo-Express

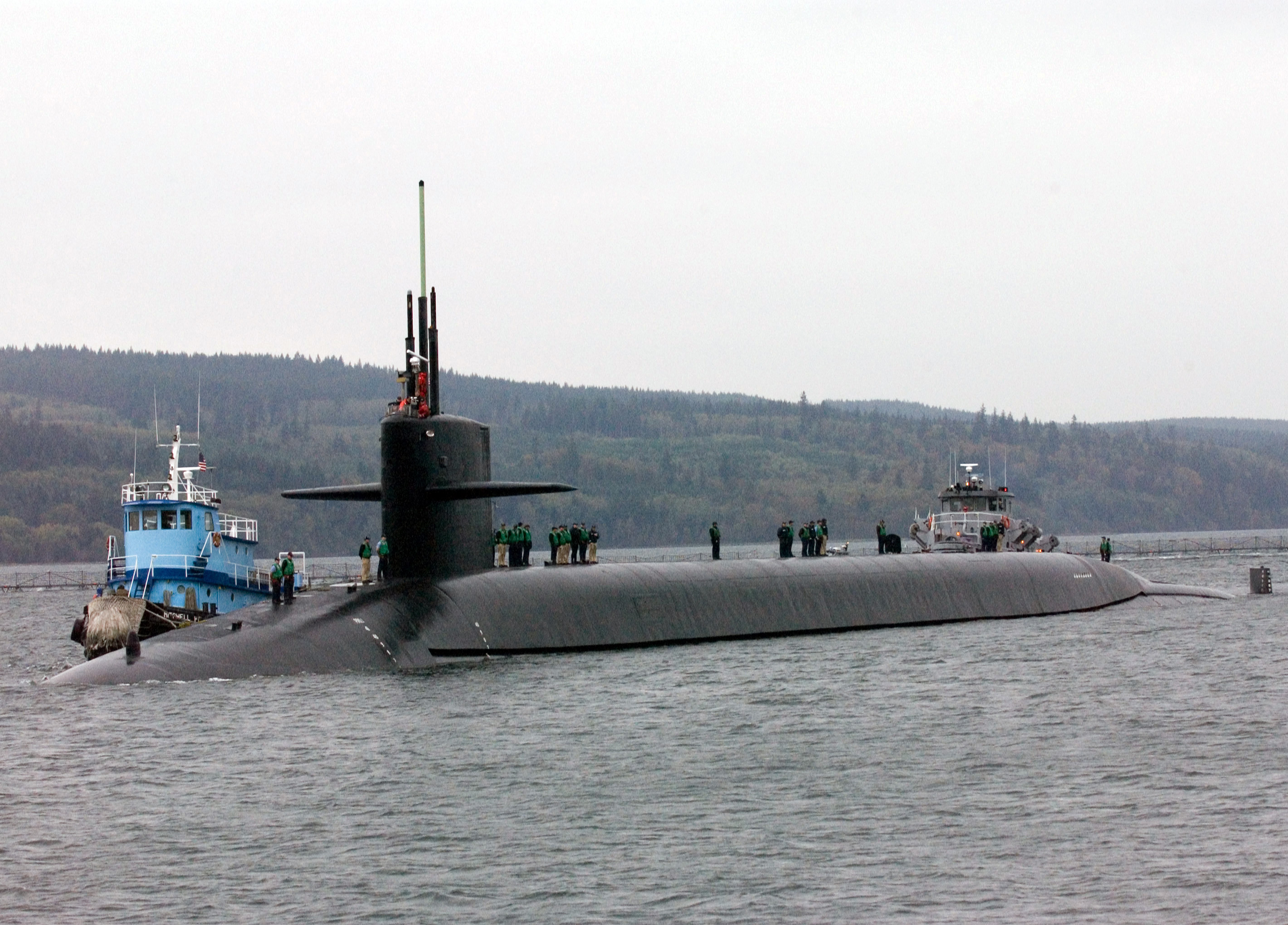
Americká ponorka Louisiana

Loď je dopravní prostředek, druh plavidla, sloužící zpravidla k pohybu po vodní hladině na principu Archimédova zákona. Pro menší plavidla se užívá název člun. Lodě plující pouze na hladině označujeme jako hladinová plavidla, lodě umožňující pohyb i pod vodní hladinou jako plavidla ponorná resp. ponorky. Čluny a menší lodi mohou být poháněny vesly a silou svalů, už ve starověku se ale poháněly také plachtami.
Až do vzniku železnice v 19. století byla lodní doprava jediný prostředek k přepravě většího množství zboží a surovin i k rychlejší přepravě osob, zejména armád. Od starověku až do počátku 20. století se pro ni budovaly umělé kanály a průplavy, které často doplňovaly přirozenou říční síť a spojovaly splavné řeky. S rozvojem automobilové a letecké dopravy význam osobní lodní dopravy poklesl, v dopravě zboží a surovin na velké vzdálenosti však hraje stále velkou roli.
V širším smyslu slova je loď i prostředek k volnému pohybu v jiném prostředí – viz vzducholoď, kosmická loď.

## Hlavní charakteristiky lodí
- Určení: plavba po řekách a jezerech, krátkodobá plavba při pobřeží, dlouhodobá plavba po širém moři s potřebou navigace.
- Druh: lodi obchodní, nákladní, tankerové, containerové, válečné, liniové, výletní, rekreační, rybářské, speciální (např. bagrové), sportovní atd.
- Výtlak: hmotnost lodi, jak se projevuje objemem vytlačené vody podle Archimédova zákona. Uvádí se pro plně naloženou loď až po čáru ponoru, která bývá vyznačena na boku lodi. Největší nákladní lodi (převážně pro dopravu rud a uhlí) mají výtlak až 400 tisíc tun, tankery až přes 500. Většina z nich se staví v Japonsku a v Jižní Koreji.
- Ekonomie provozu hraje v míru velkou úlohu a nutí ke stavbě stále větších jednotek. Problémem však zůstává nakládka a vykládka, která u tankeru trvá asi 25 hodin, kdežto u bulk carrieru až 120 hodin neproduktivního času. Také havárie obřích lodí působí rejdařům starosti a pomalu omezují velikost lodí.
- Délka se měří na úrovni paluby nebo čáry ponoru. Je omezena jednak konstrukčními možnostmi, pevností materiálu a konečně i délkou plavebních komor v hlavních průplavech. Panamský průplav dovoluje proplout lodím o délce asi 295 m, jsou však lodi, které musí objíždět kolem Hornova mysu či Mysu Dobré naděje.
- Rychlost je důležitá u válečných a sportovních lodí, kdežto osobní doprava se změnila v rekreační plavby, kde není tak důležitá. Měří se v uzlech, 1 uzel = 1,85 km/h. Velké nákladní lodi a tankery dosahují rychlosti 25–28 km/h, válečné lodi a ponorky až 60 km/h. S rostoucí rychlostí ovšem prudce roste odpor vody, a tedy i nároky na výkon. Pro vyšší rychlosti na menší vzdálenosti (typicky trajekty a přívozy) se staví katamarány a vznášedla, která se po startu zvednou a kloužou po vodě téměř bez ponoru.
- Pohon, dříve plachetní, nahradil od poloviny 19. století parní stroj, spalovací motor, elektromotor nebo parní turbina s lodním šroubem. U ponorek a velkých válečných lodí se užívá i atomový reaktor jako generátor páry.
- Výzbroj válečných lodí zahrnuje děla s menší ráží než rekordních 450 mm japonských křižníků, zato s podstatně vyšší kadencí, až 30 ran za minutu. Nejen ponorky nesou torpéda a zejména řízené střely s doletem až tisíců kilometrů (mezikontinentální střely, ICBM). Účinnou zbraní v konvenčních konfliktech jsou letadla a vrtulníky, letadlové lodi jsou však zranitelné a potřebují další obranu.
- Obranu válečných i obchodních lodí tvoří především elektronická zařízení, radary různého dosahu, monitory a rušičky rádiové komunikace, metače klamných cílů, protiletadlová děla a řízené střely.

## Členění
Hladinové lodi:
- obchodní
  - osobní
    - dálková
    - místní
    - převozy a trajekty
    - výletní a rekreační

  - nákladní
    - pro přepravu kusového zboží (general cargo)
    - pro přepravu hromadných substrátů (bulk carrier)
    - kontejnerové
    - tankery

  - smíšené
  - remorkéry
  - průmyslové, rybářské
- válečné
  - bitevní loď
  - fregata
  - křižník
  - minolovka
  - letadlová loď
  - výsadková loď
- speciální (sportovní, policejní, požární, nemocniční apod.)

Ponorky:
- - válečné
    - útočné (stíhací, protiponorkové)
    - nosiče dálkových raket (ICBM)

  - vědecké a výzkumné (kupř.určené pro průzkum oceánů a moří)
  - pracovní (kupř. pro vyzdvihování materiálu z vraků apod.)

## Historie

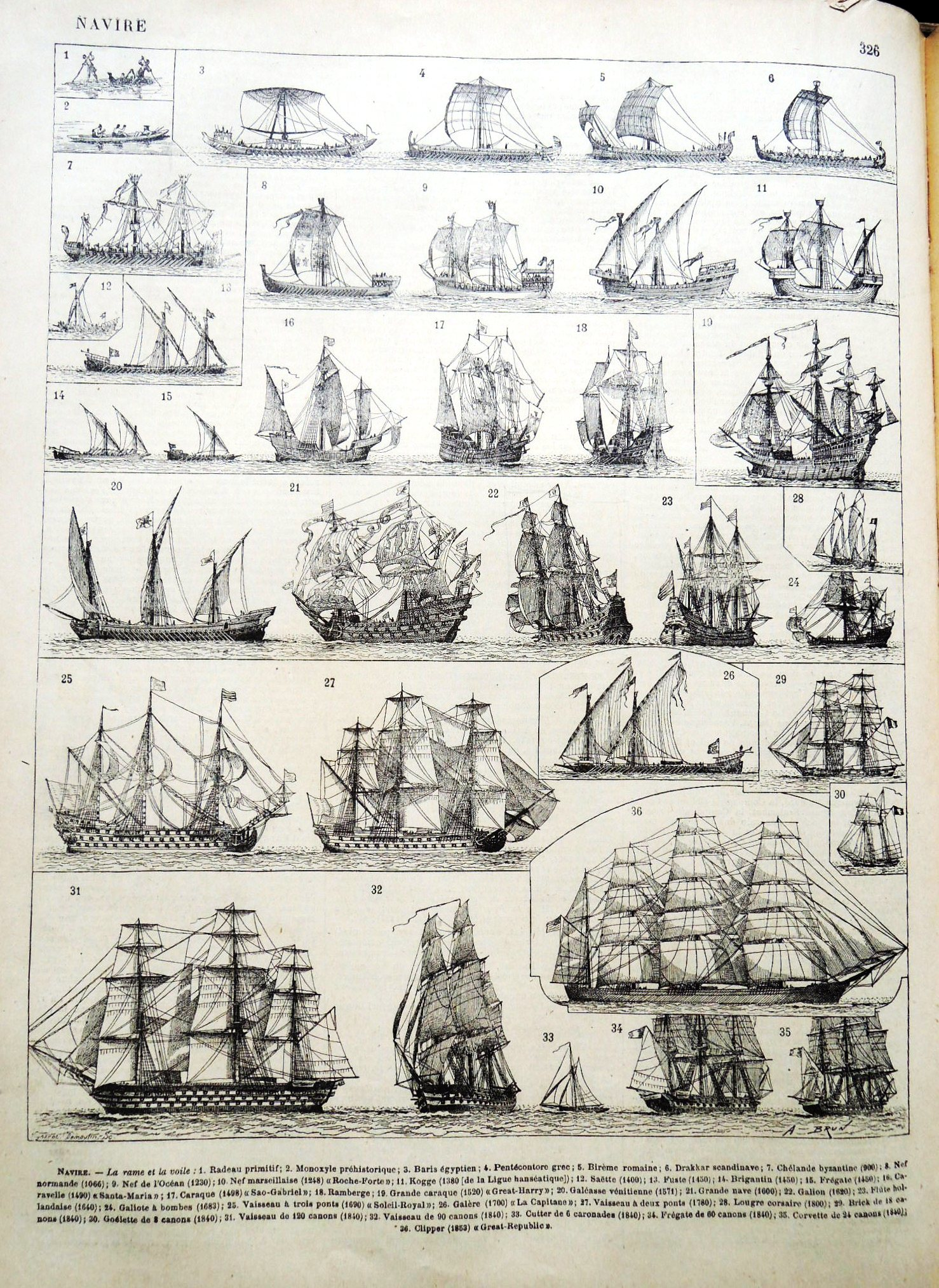
Historické lodi do roku 1900

Předchůdcem lodi byl patrně vor, plochý svazek pevně spojených kmenů, později se stožárem, plachtou a kormidlem. První archeologicky doložená vesla jsou stará 10 tisíc let a první doložené lodě jsou staré přes 8000 let. Jsou to vydlabané kmeny stromů – monoxyly. Viz též kánoe.
Základní materiál bylo až do 19. století dřevo, ale staří Egypťané pro nedostatek dřeva vyráběli lodě i z rákosu a papyru. Přesto se dochovala dřevěná Chufuova ceremoniální loď, dlouhá 44 m, která ale patrně nebyla schopná plavby. Jisté části lodí byly i z kovu. Řecká válečná triéra se třemi patry veslařů nad sebou měla na přídi kovový kloun, kterým prorážela nepřátelské lodě.
V průběhu historie se stavba lodí neustále zdokonalovala. Původní pohon silou lidských svalů nahradilo stále dokonalejší oplachtění plachetnic, které během 19. a 20. století nahradil parní stroj parníků a pak různé druhy spalovacích motorů a turbín. Kromě ohromných zaoceánských a námořních i říčních lodí se souběžně vyvíjejí i malé a sportovní lodě – jachty, kánoe, kajaky, rafty a další. Stavební materiál lodí se změnil až v 19. století, kdy dřevo u větších lodí postupně nahradila ocel. Pro malé čluny a speciální účely se využívají i kompozitní materiály, např. skelný laminát nebo uhlíkové kompozity.

## Lodní posádka
Lodní posádku tvoří osoby, jejichž úkolem je služba na lodi k zajištění jejího provozu. Posádku tvoří lodní důstojníci včetně kapitána, kormidelníci, lodníci, plavčíci, strojníci, mazači, topiči, stevardi a kuchaři. Výčet profesí není konečný a závisí na typu lodě a účelu použití.

## Loďstvo
V roce 2016 bylo registrováno přes 49 tisíc obchodních lodí o celkovém výtlaku téměř 1,8 miliardy tun. 28 % z nich byly tankery, 43 % lodě pro dopravu volně loženého substrátu (bulk carrier, hlavně rud a uhlí) a 13 % kontejnerových lodí. Měřeno podle výtlaku, připadalo 39 % na tankery, 26 % na bulk carriers, 17 % na kontejnerové lodě a 15 % na jiné druhy. Tyto lodi přepravily za rok 7,4 miliard tun zboží.
Mezi 104 válečnými námořnictvy s celkem 1240 loděmi nad 1000 tun mělo severokorejské námořnictvo nejvíce (967) hladinových lodí, následovalo čínské (714), United States Navy (415), Írán (398) a Rusko (352). Podle výtlaku připadalo na USN 3 miliony tun, na Rusko 1,35 milionu tun, na Spojené království přes 500 tisíc tun a na Čínu přes 400 tisíc tun. Námořních válečných konfliktů se účastnily i velmoci, například ve válce o Falklandy nebo v tažení do Iráku.
Objem světového rybářského loďstva se těžko odhaduje. Větší lodi jsou zahnuty do obchodního loďstva a malých je nespočetně mnoho. V roce 2004 odhadovala organizace FAO, že po světě operují 4 miliony rybářských lodí, které dávají obživu asi 29 milionu rybářů a ulovily za rok téměř 86 milionů tun ryb. Podstatnou část tvoří větší lodě, které úlovek hned na palubě třídí a zpracovávají.